# Leucania majella
Leucania majella là một loài bướm đêm trong họ Noctuidae.